# Matta (métro de Santiago)
Pour les articles homonymes, voir Matta.
Matta est une station de la ligne 3 du métro de Santiago au Chili, située dans la commune de Santiago.

## Situation
Elle se situe entre Parque Almagro au nord-ouest, en direction de Plaza Quilicura, et Irarrázaval au nord-est, en direction de Fernando Castillo Velasco.
Elle est établie sous l'intersection des avenues Manuel Antonio Matta et Santa Rosa.

## Historique
La station est ouverte le 22 janvier 2019, lors de la mise en service de la ligne 3.

## Dénomination
La station porte le nom de Manuel Antonio Matta (es), homme politique et avocat qui a fondé en 1863 le Parti radical du Chili.

## Service des voyageurs
La station possède un unique accès équipé d'un ascenseur.

## Projet
Le projet de la future ligne 9, s'il est réalisé, devrait établir une correspondance avec la ligne 3.

## Sites desservis
À proximité de la station s'élèvent l'École de gendarmerie du Chili, l'hôpital San Borja Arriarán, ainsi que les collèges María Auxiliadora, Hispano-Américain et Santa María de Santiago.